# Яхонт, Всеволод Олегович
Всеволод Олегович Яхонт (род. 20 марта 1993, Серов) — российский хоккеист.

## Биография
Воспитанник хоккея в городе Серов.
Карьеру профессионального хоккеиста начал в 2004 году в хоккейном клубе «Молот-Прикамье» (Пермь).
С 2004—2009 годы принимал участие в Первенстве России среди юношей по региону «Урал» юноши 1993 года рождения.
В сезоне 2009—2010 участвовал в Чемпионате России в составе ХК «Октан» (Пермь).
С 2010—2014 года играл в Молодежной Хоккейной Лиги в хоккейном клубе «Реактор» (Нижнекамск).
В сезоне 2014—2015 годов перешёл в Казахстанский хоккейный клуб «Беркут» (Караганда) и в их составе участвовал в Кубке Республики Казахстан и Чемпионате Казахстана.
В сезоне 2015—2016 перешёл в хоккейный клуб «Темиртау», где в сезоне 2016—2017 стал серебряным призёром Чемпионата Казахстана, а в сезоне 2017—2018 стал бронзовым призёром Чемпионата Казахстана.
В составе сборной Казахстана участвовал в Кубке Президента Республики Казахстан-2018.
В 2018—2019 году перешёл в астанинский хоккейный клуб «Номад» и стал серебряным призёром Чемпионата Казахстана.